# Гран-прі ФІДЕ 2017
Гран-прі ФІДЕ 2017 — серія з чотирьох шахових турнірів, які є частиною кваліфікаційного циклу чемпіонату світу з шахів 2018 року. Переможцями Гран-прі ФІДЕ 2017 року стали Шахріяр Мамед'яров та Олександр Грищук та здобули право на участь в Турнірі претендентів 2018.

### Формат турніру
Для участі у турнірі обрано 24 шахісти. Кожен з них візьме участь у трьох з чотирьох турнірів. У кожному турнірі беруть участь по 18 гравців.
На відміну від попередніх турнірів, де всі учасники грали один з одним за круговою системою, цього разу кожен турнір проходитиме за швейцарською системою в дев'ять турів. Кожен гравець за перемогу в турі одержуватиме 1 очко, ½ — за нічию і 0 за поразку. Очки за кожен окремий етап Гран-прі потім підсумовуються, як це показано в таблиці нижче.

### Учасники
В розіграші Гран-прі беруть участь 24 шахісти. Двоє гравців кваліфікувалися як учасники Матчу за звання чемпіона світу із шахів 2016; четверо гравців — завдяки потраплянню в півфінал Кубка світу 2015, вісім гравців потрапили завдяки рейтингу; один учасник — номінант Асоціації шахових професіоналів, а також дев'ять учасників — номінанти ФІДЕ і компанії Агон.
Якщо якийсь гравець, що має право на участь, відмовляється від участі, то його може замінити будь-який шахіст, що має рейтинг Ело понад 2700 балів. Гравці, які мали право на участь, але відмовились: Магнус Карлсен і Сергій Карякін, Фабіано Каруана, Вішванатан Ананд, Веселин Топалов, Володимир Крамник та Веслі Со.
| Шахіст                 | Країна      | Спосіб відбору                                              |
| ---------------------- | ----------- | ----------------------------------------------------------- |
| Петро Свідлер          | Росія       | Фіналіст Кубка світу 2015                                   |
| Павло Ельянов          | Україна     | півфіналіст Кубка світу 2015                                |
| Аніш Гірі              | Нідерланди  | півфіналіст Кубка світу 2015                                |
| Хікару Накамура        | США         | Світовий рейтинг ФІДЕ (від червня 2015 до травня 2016 року) |
| Левон Аронян           | Вірменія    | Світовий рейтинг ФІДЕ (від червня 2015 до травня 2016 року) |
| Дін Ліжень             | КНР         | Світовий рейтинг ФІДЕ (від червня 2015 до травня 2016 року) |
| Максим Ваш'є-Лаграв    | Франція     | Світовий рейтинг ФІДЕ (від червня 2015 до травня 2016 року) |
| Олександр Грищук       | Росія       | Світовий рейтинг ФІДЕ (від червня 2015 до травня 2016 року) |
| Пентала Харікрішна     | Індія       | Світовий рейтинг ФІДЕ (від червня 2015 до травня 2016 року) |
| Шахріяр Мамед'яров     | Азербайджан | Світовий рейтинг ФІДЕ (від червня 2015 до травня 2016 року) |
| Дмитро Яковенко        | Росія       | Світовий рейтинг ФІДЕ (від червня 2015 до травня 2016 року) |
| Борис Гельфанд         | Ізраїль     | Світовий рейтинг ФІДЕ (від червня 2015 до травня 2016 року) |
| Майкл Адамс            | Англія      | Світовий рейтинг ФІДЕ (від червня 2015 до травня 2016 року) |
| Євген Томашевський     | Росія       | Рейтинг Асоціації шахових професіоналів                     |
| Лі Чао                 | КНР         | номінант організаторів                                      |
| Теймур Раджабов        | Азербайджан | номінант організаторів                                      |
| Ернесто Інаркієв       | Росія       | номінант організаторів                                      |
| Франсіско Вальєхо Понс | Іспанія     | номінант організаторів                                      |
| Салех Салем            | ОАЕ         | номінант організаторів                                      |
| Хоу Іфань              | КНР         | номінант організаторів                                      |
| Йон Людвіг Хаммер      | Норвегія    | номінант організаторів                                      |
| Ян Непомнящий          | Росія       | номінант організаторів                                      |
| Олександр Рязанцев     | Росія       | номінант організаторів                                      |
| Ріхард Раппорт         | Угорщина    | номінант організаторів                                      |

## Розподіл очок та сума призових
Призовий фонд кожного окремого гран-прі становить €130 000, всієї серії — €520 000. Ці гроші розподіляються виходячи з того, яке місце посяде шахіст на окремому гран-прі.
Додатково, кожен гравець, який зможе залучити спонсора, отримає €20 000.
| Місце | приз за окремий гран-прі | очки в загальний залік |
| ----- | ------------------------ | ---------------------- |
| 1     | €20,000                  | 170                    |
| 2     | €15,000                  | 140                    |
| 3     | €12,000                  | 110                    |
| 4     | €11,000                  | 90                     |
| 5     | €10,000                  | 80                     |
| 6     | €9,000                   | 70                     |
| 7     | €8,000                   | 60                     |
| 8     | €7,000                   | 50                     |
| 9     | €6,000                   | 40                     |
| 10    | €5,000                   | 30                     |
| 11    | €4,250                   | 20                     |
| 12    | €4,000                   | 10                     |
| 13    | €3,750                   | 8                      |
| 14    | €3,500                   | 6                      |
| 15    | €3,250                   | 4                      |
| 16    | €3,000                   | 3                      |
| 17    | €2,750                   | 2                      |
| 18    | €2,500                   | 1                      |

## Тай-брейк
Щоб визначити учасників Турніру претендентів 2018, якщо таблицю загального заліку очолюватимуть більш як два гравці з однаковою кількістю очок, то діятимуть такі правила для розподілу місць:
1. Загальна кількість очок у трьох турнірах.
2. Кількість партій чорними.
3. Кількість перемог.
4. Кількість перемог чорними.
5. Жереб.

## Розклад
Спочатку перший етап планували провести в жовтні 2016, але його зробили останнім і перенесли на листопад 2017 року. Строки інших етапів не змінились.
| № | Місто  | Дата                   | Переможець                                              | Країна                    | +   | —   | =   | Очки |
| - | ------ | ---------------------- | ------------------------------------------------------- | ------------------------- | --- | --- | --- | ---- |
| 1 | Шарджа | 18 — 27 лютого 2017    | Олександр Грищук Максим Ваш'є-Лаграв Шахріяр Мамед'яров | Росія Франція Азербайджан | 2 3 | 0 1 | 7 5 | 5½   |
| 2 | Москва | 12 — 21 травня 2017    | Дін Ліжень                                              | КНР                       | 3   | 0   | 6   | 6    |
| 3 | Женева | 6 — 15 липня 2017      | Теймур Раджабов                                         | Азербайджан               | 3   | 0   | 6   | 6    |
| 4 | Пальма | 16 — 25 листопада 2017 | Дмитро Яковенко Левон Аронян                            | Росія Вірменія            | 2   | 0   | 7   | 5½   |

### Залік Гран-прі
Виділені жирним очки позначають переможців окремих етапів. Зеленим кольором позначено учасників, що кваліфікувалися в Турнір претендентів 2018: Мамед'яров і Грищук пройшли через Гран-прі ФІДЕ, Дін Ліжень та Аронян — через Кубок світу з шахів 2017.
|    | Шахіст                 | рейтинг ЕЛО лютий 2017 року | Шарджа | Москва                            | Женева                           | Пальма                            | Загалом                             |
| -- | ---------------------- | --------------------------- | ------ | --------------------------------- | -------------------------------- | --------------------------------- | ----------------------------------- |
| 1  | Шахріяр Мамед'яров     | 2766                        | 140    | 140                               | 60                               |                                   | 340                                 |
| 2  | Олександр Грищук       | 2742                        | 140    | 71{\displaystyle {\tfrac {3}{7}}} | 125                              |                                   | 336{\displaystyle {\tfrac {3}{7}}}  |
|    |                        |                             |        |                                   |                                  |                                   |                                     |
| 3  | Теймур Раджабов        | 2710                        |        | 71{\displaystyle {\tfrac {3}{7}}} | 170                              | 71{\displaystyle {\tfrac {3}{7}}} | 312{\displaystyle {\tfrac {6}{7}}}  |
| 4  | Дін Ліжень             | 2760                        | 70     | 170                               |                                  | 71{\displaystyle {\tfrac {3}{7}}} | 311{\displaystyle {\tfrac {3}{7}}}  |
| 5  | Дмитро Яковенко        | 2709                        | 70     |                                   | 11                               | 155                               | 236                                 |
| 6  | Максим Ваш'є-Лаграв    | 2796                        | 140    | 71{\displaystyle {\tfrac {3}{7}}} |                                  | 20                                | 231{\displaystyle {\tfrac {3}{7}}}  |
| 7  | Хікару Накамура        | 2785                        | 70     | 71{\displaystyle {\tfrac {3}{7}}} |                                  | 71{\displaystyle {\tfrac {3}{7}}} | 212{\displaystyle {\tfrac {6}{7}}}  |
| 8  | Петро Свідлер          | 2748                        |        | 71{\displaystyle {\tfrac {3}{7}}} | 60                               | 71{\displaystyle {\tfrac {3}{7}}} | 202{\displaystyle {\tfrac {6}{7}}}  |
| 9  | Ян Непомнящий          | 2749                        | 70     | 3                                 | 125                              |                                   | 198                                 |
| 10 | Левон Аронян           | 2785                        | 7      |                                   | 11                               | 155                               | 173                                 |
| 11 | Пентала Харікрішна     | 2758                        |        | 20                                | 60                               | 71{\displaystyle {\tfrac {3}{7}}} | 151{\displaystyle {\tfrac {3}{7}}}  |
| 12 | Аніш Гірі              | 2769                        |        | 71{\displaystyle {\tfrac {3}{7}}} | 60                               | 6                                 | 137{\displaystyle {\tfrac {3}{7}}}  |
| 13 | Майкл Адамс            | 2751                        | 70     | 3                                 | 60                               |                                   | 133                                 |
| 14 | Ріхард Раппорт         | 2692                        | 25     |                                   | 2{\displaystyle {\tfrac {1}{2}}} | 71{\displaystyle {\tfrac {3}{7}}} | 98{\displaystyle {\tfrac {13}{14}}} |
| 15 | Євген Томашевський     | 2711                        | 3      | 20                                |                                  | 71{\displaystyle {\tfrac {3}{7}}} | 94{\displaystyle {\tfrac {3}{7}}}   |
| 16 | Лі Чао                 | 2720                        | 25     |                                   | 60                               | 6                                 | 91                                  |
| 17 | Хоу Іфань              | 2651                        | 7      | 71{\displaystyle {\tfrac {3}{7}}} | 2{\displaystyle {\tfrac {1}{2}}} |                                   | 80{\displaystyle {\tfrac {13}{14}}} |
| 18 | Олександр Рязанцев     | 2671                        | 1      |                                   | 60                               | 3                                 | 64                                  |
| 19 | Павло Ельянов          | 2759                        | 25     |                                   | 11                               | 20                                | 56                                  |
| 20 | Франсіско Вальєхо Понс | 2709                        | 25     | 7                                 |                                  | 6                                 | 38                                  |
| 21 | Борис Гельфанд         | 2720                        |        | 20                                | 11                               | 1{\displaystyle {\tfrac {1}{2}}}  | 32{\displaystyle {\tfrac {1}{2}}}   |
| 22 | Ернесто Інаркієв       | 2723                        |        | 1                                 | 4                                | 20                                | 25                                  |
| 23 | Йон Людвіг Хаммер      | 2628                        | 3      | 7                                 |                                  | 1{\displaystyle {\tfrac {1}{2}}}  | 11{\displaystyle {\tfrac {1}{2}}}   |
| 24 | Салех Салем            | 2656                        | 3      | 3                                 | 1                                |                                   | 7                                   |

Заміни:
- Хоу Іфань замінила Вей І[8].